# Piper PA-15 Vagabond
O Piper PA-15 Vagabond e o PA-17 Vagabond são aeronaves leves com trem de pouso convencional de dois assentos, asa alta, que foram projetadas para uso pessoal e para treinamento de vôo e construídas pela Piper Aircraft a partir de 1948.

## Projeto e desenvolvimento
O PA-15 foi o primeiro projeto de aeronave Piper após a Segunda Guerra Mundial. Ele utilizou muito do mesmo ferramental de produção que criou o famoso Piper Cub, bem como muitos dos componentes estruturais do Cub (superfícies da cauda, trem de pouso, a maioria das partes das asas). O Vagabond tem uma asa que é uma baia mais curta (30 pés (9,1 m) versus 36 pés (11,0 m)) do que a do Cub, o que levou ao termo não oficial que descreve o tipo: Piper de asa curta. Isso permitiu que a aeronave fosse construída com custos mínimos de material, design e desenvolvimento, e é creditado por salvar a Piper Aircraft da falência após a guerra.
Os Vagabonds usaram uma nova fuselagem com assentos lado a lado para dois em vez dos assentos em tandem do Cub.
A versão PA-17 Vagabond possui controles duplos, permitindo que seja usada para treinamento de pilotos. Ele tem um trem de pouso com absorção de choque com corda elástica (trem sólido no PA-15) e um motor Continental A-65 de 65 hp (48 kW).
O Vagabond foi seguido pelo Piper PA-16 Clipper, que é essencialmente um Vagabond com uma fuselagem de 17 pol. (43 cm) mais longa, motor Lycoming O-235 de 108 cv (81 kW), tanque de combustível de asa extra e quatro assentos, o Pacer, e suas variantes Tri-Pacer e o Colt, que são evoluções do design do Vagabond e, portanto, todos os "Shortwing Pipers".

## Histórico operacional

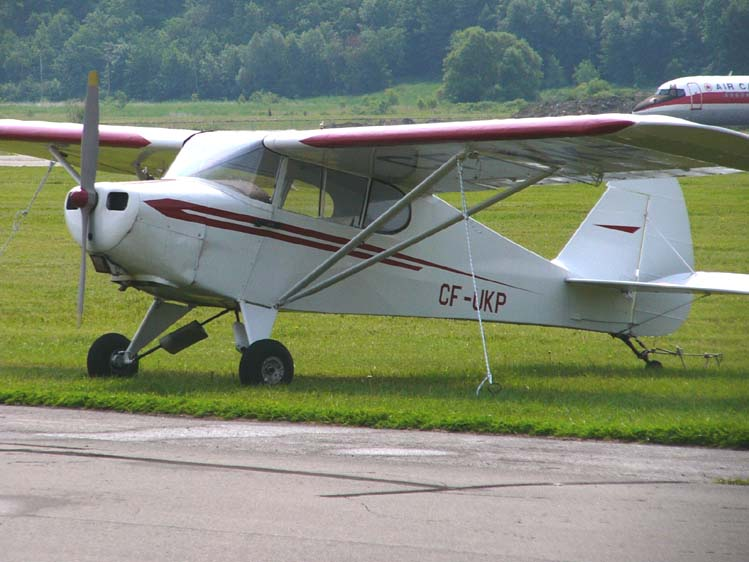
O Piper PA-17 Vagabond.

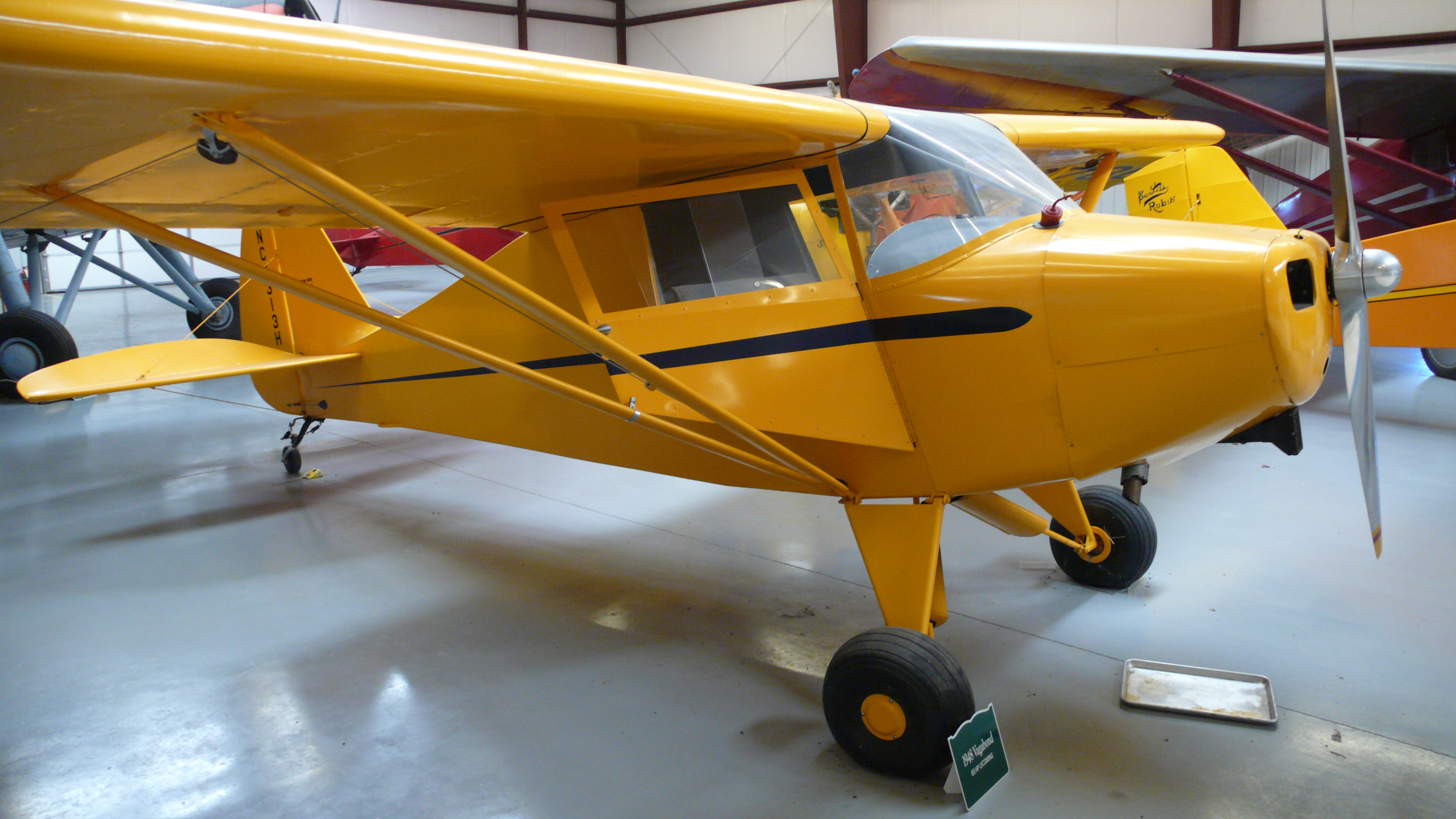
Um Piper PA-15 Vagabond de 1948
no "Historic Aircraft Restoration Museum".

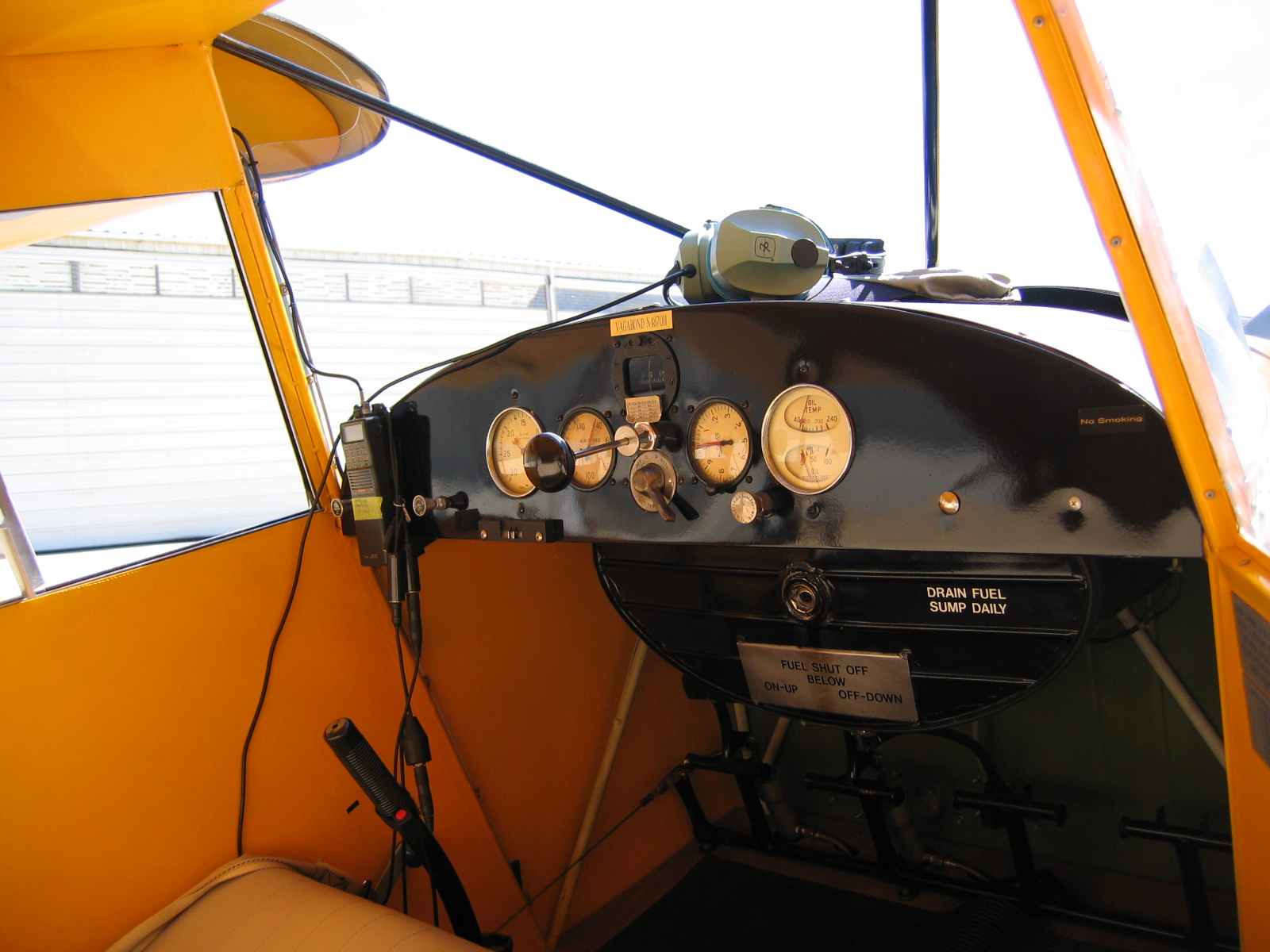
Interior do PA-17.

Em março de 2018 ainda havia 167 exemplares do PA-15s e 101 do PA-17 registrados nos EUA.
Havia 13 PA-15 e 12 PA-17 registrados no Canadá em março de 2018.

## Variantes
PA-15 VagabondModelo de dois lugares lado a lado alimentado por um motor de 65 cv Lycoming O-145, foram construídos 387 exemplares.
PA-17 VagabondTambém conhecido como o "Vagabond Trainer", uma variante do PA-15 com dois controles, suspensão com cabo de choque e alimentado por um motor de 65 hp Continental A-65-8, foram construídos 214 exemplares.

## Especificações (PA-15)
Dados de: Dados de 1978 Aircraft Directory.
Descrições gerais
- Tripulação: 1 piloto
- Capacidade: 1 passageiro
- Comprimento: 5,69 m (19 ft)
- Envergadura: 8,91 m (29 ft)
- Altura: 1,8 m (5,9 ft)
- Peso vazio: 281 kg (619 lb)
- Peso bruto (carregado): 499 kg (1 100 lb)

Motorização
- Número de motores: 1x
- Tipo do motor: Lycoming O-145, de 65 hp (48,5 kW), quatro cilindros horizontais e opostos
- Descrição do propulsor/hélice: Hélice de madeira de passo fixo de 2 pás

Performance
- Velocidade máxima: 160 km/h (99,4 mph)
- Velocidade de cruzeiro (Mach): 140 Ma
- Alcance: 400 km (249 mi)
- Razão de subida: 2.6 m/s
- Tecto de serviço: 10 000 m (32 800 ft)
- Carga alar: 37 kg/m²
- Pista máx. decolagem (MTOW): 274 m (899 ft)
- Distância para aterrissagem: 91 m (299 ft)